# Pekanbaru
Pekanbaru là thủ phủ tỉnh Riau, một tỉnh của Indonesia nằm trên hòn đảo Sumatra. Thành phố này có diện tích 446,5 km² và dân số hơn 793.000 người. Thành phố này nằm bên sông Siak, một con sông chảy vào eo biển Malacca, Pekanbaru thành phố này từ lâu là một thương cảng, tên gọi của thành phố trong tiếng Indonesia là "chợ mới". Thành phố này được chia ra thành 6 phó quận (kecamatan). sân bay quốc tế Sultan Syarif Qasim II phục vụ Pekanbaru với các chuyến bay thẳng đên Batam, Jakarta, Malaysia (Malacca và Kuala Lumpur), Singapore cũng nhữ các điểm khác trong nội địa Indonesia.

## Địa lý

### Khí hậu
| Dữ liệu khí hậu của Pekanbaru     | Dữ liệu khí hậu của Pekanbaru | Dữ liệu khí hậu của Pekanbaru | Dữ liệu khí hậu của Pekanbaru | Dữ liệu khí hậu của Pekanbaru | Dữ liệu khí hậu của Pekanbaru | Dữ liệu khí hậu của Pekanbaru | Dữ liệu khí hậu của Pekanbaru | Dữ liệu khí hậu của Pekanbaru | Dữ liệu khí hậu của Pekanbaru | Dữ liệu khí hậu của Pekanbaru | Dữ liệu khí hậu của Pekanbaru | Dữ liệu khí hậu của Pekanbaru | Dữ liệu khí hậu của Pekanbaru |
| Tháng                             | 1                             | 2                             | 3                             | 4                             | 5                             | 6                             | 7                             | 8                             | 9                             | 10                            | 11                            | 12                            | Năm                           |
| --------------------------------- | ----------------------------- | ----------------------------- | ----------------------------- | ----------------------------- | ----------------------------- | ----------------------------- | ----------------------------- | ----------------------------- | ----------------------------- | ----------------------------- | ----------------------------- | ----------------------------- | ----------------------------- |
| Cao kỉ lục °C (°F)                | 36.0 (96.8)                   | 35.7 (96.3)                   | 36.0 (96.8)                   | 37.2 (99.0)                   | 36.7 (98.1)                   | 39.8 (103.6)                  | 36.2 (97.2)                   | 39.6 (103.3)                  | 35.7 (96.3)                   | 36.5 (97.7)                   | 35.4 (95.7)                   | 37.0 (98.6)                   | 39.8 (103.6)                  |
| Trung bình ngày tối đa °C (°F)    | 31.7 (89.1)                   | 32.4 (90.3)                   | 33.0 (91.4)                   | 33.4 (92.1)                   | 33.4 (92.1)                   | 33.3 (91.9)                   | 33.0 (91.4)                   | 32.9 (91.2)                   | 32.7 (90.9)                   | 32.8 (91.0)                   | 32.4 (90.3)                   | 31.7 (89.1)                   | 32.7 (90.9)                   |
| Trung bình ngày °C (°F)           | 27.1 (80.8)                   | 27.5 (81.5)                   | 27.8 (82.0)                   | 28.2 (82.8)                   | 28.3 (82.9)                   | 28.1 (82.6)                   | 27.8 (82.0)                   | 27.7 (81.9)                   | 27.6 (81.7)                   | 27.8 (82.0)                   | 27.5 (81.5)                   | 27.2 (81.0)                   | 27.7 (81.9)                   |
| Tối thiểu trung bình ngày °C (°F) | 22.5 (72.5)                   | 22.5 (72.5)                   | 22.6 (72.7)                   | 22.9 (73.2)                   | 23.1 (73.6)                   | 22.9 (73.2)                   | 22.5 (72.5)                   | 22.5 (72.5)                   | 22.4 (72.3)                   | 22.7 (72.9)                   | 22.6 (72.7)                   | 22.6 (72.7)                   | 22.7 (72.9)                   |
| Thấp kỉ lục °C (°F)               | 18.7 (65.7)                   | 12.5 (54.5)                   | 13.4 (56.1)                   | 17.0 (62.6)                   | 12.4 (54.3)                   | 19.0 (66.2)                   | 18.5 (65.3)                   | 15.5 (59.9)                   | 18.0 (64.4)                   | 19.0 (66.2)                   | 19.0 (66.2)                   | 14.6 (58.3)                   | 12.4 (54.3)                   |
| Nguồn: Kota Pekanbaru iklim       |                               |                               |                               |                               |                               |                               |                               |                               |                               |                               |                               |                               |                               |